# Száva kocsiszín
A Száva kocsiszín egy budapesti kocsiszín.

## Jellemzői
A Budapest IX. kerületében az Üllői út 197. szám alatt elhelyezkedő épület 1913-ban épült. Elsősorban CAF Urbos és TW 6000 típusú villamosok tárolására használják, amelyek a 3-as, 37-es, 37A, 42-es, 50-es, és 52-es vonalakat szolgálják ki. A telephelyen való villamosfordításra hurokvágány ad lehetőséget.
Itt állomásozik egy Roessemann és Kühnemann-BSzKRt 70-es típusjelzésű hóseprő mozdony is.